# Бійськ (станція)
Бійськ — станція Алтайського регіону Західно-Сибірської залізниці, що знаходиться в місті Бійськ Алтайського краю, Росія.
Станція є кінцевою на лінії від вузлової станції Алтайська.

## Історія
Будівництво залізничної лінії розпочалося 1913 року від станцій Алтайська і Бійськ одночасно в двох зустрічних напрямках.
Вокзал станції Бійськ було введено в експлуатацію 12 грудня 1914 року. В цьому ж році по річках Бія і Катунь в місто переправили перший паровоз.
1953 року вокзал був реконструйований з надбудовою правого крила і другого поверху.
1995 року проведено капітальний ремонт вокзалу з оздобленням внутрішніх приміщень (холу, залу очікування, касового залу) білим і червоним мармуром.
1997 року побудований новий перон, проведено капітальний ремонт фасаду будівлі — оздоблення цокольної частини гранітом, стін — мармурною крихтою з покриттям. 
5 вересня 2009 року в Бійську відкрили новий залізничний вокзал, який відкрили до 300-річчя міста.

## Діяльність
Станція відкрита для вантажної роботи.

## Далеке сполучення зі станції
| № поїзда | Маршрут руху       | № поїзда | Маршрут руху       |
| -------- | ------------------ | -------- | ------------------ |
| 401Н     | Томськ II — Бійськ | 402Н     | Бійськ — Томськ II |
| 686И     | Барнаул — Бійськ   | 686Н     | Бійськ — Барнаул   |

## Вагони безпересадкового сполучення
| № поїзда  | Маршрут руху                          | № поїзда  | Маршрут руху                          |
| --------- | ------------------------------------- | --------- | ------------------------------------- |
| 096Н/686И | Москва-Пасажирська-Казанська — Бійськ | 686Н/095Н | Бійськ — Москва-Пасажирська-Казанська |

Раніше також курсували вагони до станцій Красноярськ, Нерюнгрі, Алмати-2, Ріддер, Адлер (сезонний) та інших.

## Приміське сполучення по станції
| № поїзда                   | Маршрут руху     | № поїзда                   | Маршрут руху     |
| -------------------------- | ---------------- | -------------------------- | ---------------- |
| 7009/7010 «Калина красная» | Барнаул — Бійськ | 7010/7009 «Калина красная» | Бійськ — Барнаул |
| 7012/7011 «Восток»         | Барнаул — Бійськ | 7012/7011 «Восток»         | Бійськ — Барнаул |